# (4023) Jarník
(4023) Jarník es un asteroide perteneciente al cinturón de asteroides, descubierto el 25 de octubre de 1981 por Ladislav Brožek desde el Observatorio Kleť, České Budějovice, República Checa.

## Designación y nombre
Designado provisionalmente como 1981 UN. Fue nombrado Jarník en homenaje al matemático checo Vojtěch Jarník.